# NGC 1681
NGC 1681 is een spiraalvormig sterrenstelsel in het sterrenbeeld Eridanus. Het hemelobject werd op 6 januari 1878 ontdekt door de Franse astronoom Édouard Jean-Marie Stephan.

## Synoniemen
- PGC 16195
- MCG -1-13-26
- IRAS 04493-0553